# Olf Engelmann
Olf Engelmann (* 18. August 1962 in der DDR) ist ein ehemaliger deutscher Eishockeyspieler, der mit der SG Dynamo Weißwasser zweimal DDR-Meister wurde. Zudem vertrat er die Nationalmannschaft der DDR bei drei B-Weltmeisterschaften.

## Karriere
Olf Engelmann spielte ab 1983 in der DDR-Oberliga für die SG Dynamo Weißwasser, mit der er in den Jahren 1989 und 1990 die Meisterschaft gewann. Im letzten Finalspiel der Saison 1989/90 erzielte der Verteidiger das entscheidende Tor zum Titelgewinn und damit zugleich den letzten Treffer in der Geschichte der DDR-Oberliga. In den folgenden beiden Jahren ging er mit dem in PEV Weißwasser umbenannten Klub in der Bundesliga an den Start.
Während der Spielzeit 1991/92 wechselte Engelmann zum ECD Sauerland in die 2. Bundesliga. Nach der Insolvenz des ECD im Jahr 1994 blieb er im Sauerland und führte die Mannschaft des Nachfolgevereins Iserlohner EC (IEC) in dessen erster Saison als Kapitän aufs Eis. Das Team stieg in die zweitklassige 1. Liga auf. Nach zwei weiteren Jahren beim IEC beendete er seine Karriere, blieb dem Verein aber unter anderem als Spieler der Traditionsmannschaft und in der Nachwuchsarbeit verbunden.

### International
Zwischen 1983 und 1990 war Engelmann regelmäßig bei internationalen Turnieren für die Nationalmannschaft der DDR im Einsatz. Unter anderem spielte er bei drei B-Weltmeisterschaften.

## Erfolge und Auszeichnungen
- 1989 DDR-Meister mit der SG Dynamo Weißwasser
- 1990 DDR-Meister mit der SG Dynamo Weißwasser
- 1995 Aufstieg in die 1. Liga mit dem Iserlohner EC

## Karrierestatistik

### International
Vertrat die DDR bei:
- B-Weltmeisterschaft 1987
- B-Weltmeisterschaft 1989
- B-Weltmeisterschaft 1990

(Legende zur Spielerstatistik: Sp oder GP = absolvierte Spiele; T oder G = erzielte Tore; V oder A = erzielte Assists; Pkt oder Pts = erzielte Scorerpunkte; SM oder PIM = erhaltene Strafminuten; +/− = Plus/Minus-Bilanz; PP = erzielte Überzahltore; SH = erzielte Unterzahltore; GW = erzielte Siegtore; 1 Play-downs/Relegation; Kursiv: Statistik nicht vollständig)